# Weasley család
A Weasley család egy varázslócsalád J. K. Rowling Harry Potter-sorozatában. Weasleyék aranyvérűek, de nem büszkék erre. Mivel rokonszenveznek a muglikkal, ezért a többi aranyvérű varázslócsalád vérárulónak bélyegzi őket. Weasleyék igen szegények. Különleges ismertetőjegyük, hogy mindannyian szeplősek és vörös hajúak. Ez gyakori ismertető jel az írekre. A Roxfortban mindannyian a Griffendél ház tagjai voltak.
Harry Potter igen hamar összebarátkozik a legfiatalabb Weasley-fiúval, Ronnal, és rendszeresen tölti a nyarat a Weasley család otthonában, az Odúban.

## Családtagok

### Arthur Weasley
Arthur Weasley, a családfő 1950. február 6-án született, Septimus és Cedrella gyermekeként. A gazdag és arisztokrata Black család leszármazottja (Sirius másodunokatestvére). Édesanyját kizárták az örökségből, amiért nem egy hozzá „méltó” férfihoz ment feleségül, hanem a véráruló Septimus Weasleyhez. Molly a felesége, akitől hét gyermeke született: Bill, Charlie, Percy, Fred, George, Ron és Ginny.
Arthur magas, vékony és szemüveges. Rendkívül barátságos és melegszívű ember, aki nagyon ritkán gurul be. Utoljára ez akkor történt, mikor Fred és George rá akarta venni Ront, hogy tegye le a Megszeghetetlen Esküt, de szerencsére ezt sikerült megakadályozni. Ron legjobb barátai, Harry és Hermione már-már nem hivatalos Weasley-családtagokká váltak.
Arthur a Mágiaügyi Minisztériumban dolgozik. Imádja a mugli tárgyakat és szokásokat tanulmányozni, ám egyelőre kisebb sikerrel járt. Már számos dugót, szerszámot, elemet gyűjtött össze. Egyik életcélja, hogy felfedezi, mitől repül a repülőgép.
Számos varázsló és boszorkány kigúnyolja, főként anyagi helyzete miatt, hiszen fizetése alig elég ahhoz, hogy egy kilenctagú családot fenntartson. Mindezek ellenére a Weasley család igen népszerű a Harry Potter-rajongók között. Jelenleg a Főnix Rendjének igen hasznos tagja.
Karakterét Mark Williams angol színész alakítja a könyv filmváltozataiban.

### Molly Weasley
Molly Weasley, lánykori nevén Molly Prewett, Arthur felesége. Mollynak, családtagjaival ellentétben barna haja van. Harryre úgy tekint, akár a saját fiára.
A 2. részben, amikor Ron, Fred és George elmennek kiszabadítani Harryt Dursley-éktól és ellopják apjuk repülő kocsiját, amint hazaérnek, Molly észreveszi és leszidja őket, de Harrynek azt mondta, hogy őt nem hibáztatja.
A 6. részben nem lelkesedett nagyon, amikor megtudja, hogy Bill felesége Fleur Delacour lesz. (Tonksot azért hívja el hozzájuk Molly, hogy Bill gondolja meg magát, és legyen együtt Tonksszal.) Molly a rész végén megbékél Fleurrel, mikor az a Bill arcát elcsúfító súlyos sebesülések ellenére is kitart szerelme mellett. Molly tehát már nem bánja, hogy ő lesz Bill felesége, ezért Ginny-nek is el kell fogadnia Fleurt.
Az utolsó részben halálos átkával megöli Bellatrix (Black) Lestrange-t, megvédve ezzel Ginny, Hermione és Luna életét.
A filmváltozatban Julie Walters alakítja.

### Bill Weasley
William Arthur „Bill” Weasley (1970. november 29.) Molly és Athur Weasley legidősebb gyermeke. 1982-ben kezdte meg roxforti tanulmányait, és 1989-ben végzett. Mint minden Weasley, ő is griffendéles volt. Ötödévesen háza prefektusa, utolsó évesen pedig iskolaelső lett.
Bill a Gringotts bank alkalmazásában, Egyiptomban átoktörőként dolgozik. Miután Harry élve megússza a Voldemorttal való negyedik találkozását (a temetőben), Dumbledore újra összehívja a Főnix Rendjét, amihez Bill – csakúgy mint szülei és legidősebb öccse, Charlie – is csatlakozik. Ezért irodai beosztást kér, és hazaköltözik Angliába. Bár még egy ideig nagyon hiányoznak neki a 'jó öreg sírok', talál magának vigaszt, ugyanis a Gringotts-ban megismerkedik Fleur Delacourral, és ahogy arra Fred kajánul rámutat, nyelvi magánórákat tart a lánynak. Ezek az órák nyilvánvalóan jól sikerülnek, mert a hatodik kötetben Fleurrel már mint Bill menyasszonyával találkozunk ismét. Szintén a hatodik kötetben, a Roxfortban a halálfalók elleni összecsapásban megsebesíti őt a vérfarkas Greyback (Greyback harapta meg Remus Lupint is gyerekkorában), de mivel nem volt telihold, és Greyback nem volt átváltozva, ez egy egyedi esetnek számít. Bill nem lesz teliholdkor vérfarkas, személyiségileg olyan maradt, mint korábban, mindössze annyi változott, hogy igen megszerette a véres húsokat.
A hetedik, legutolsó kötetben elveszi Fleurt. Három gyerekük születik, legidősebb lányukat, Victoire-t az epilógusban „ismerhetjük meg” (nem személyesen, csak James beszél róla), szeptember 1-jén a King's Cross pályaudvarra Teddy Lupinnal érkezik. Másodikként szintén egy lány születik, Dominique, harmadik, és egyben legfiatalabb gyermekük pedig egy kisfiú, akit Louis-nak keresztelnek el.

### Charlie Weasley
Charlie Weasley (1972. december 12.) Molly és Arthur Weasley második gyermeke.
Charlie 1984 és 1991 között tanult a Roxfortban, épp abban az évben fejezte be tanulmányait, amiben Harry elkezdte (1991). Charlie – természetesen – a Griffendél-házba tartozott, ő volt a Griffendél kviddicscsapatának a kapitánya, és nem mellesleg legendás fogója is.
Charlie Romániában él és dolgozik, sárkányokkal foglalkozik.
A könyvben először a Harry Potter és a Tűz Serlegében jelenik meg. Először az Odúban, majd később a Kviddics Világkupán is. Miután Harry-ék visszatérnek a Roxfortba, és elkezdődik a Trimágus Tusa, Hagrid elvezeti Harryt a Tiltott Rengeteg szélére, ahol is megtudjuk, hogy az első próbán sárkányokkal kell majd küzdenie. A sárkányokkal ott van Charlie is.
A Harry Potter és a Főnix Rendje című ötödik kötetben Charlie nem jelenik meg személyesen, mindössze a Weasley testvérek mondják el Harry-nek, hogy Charlie is belépett a Rendbe. Azért maradt továbbra is Romániában, hogy külföldi varázslókat is bevonjon a Voldemort elleni csatába.
A hetedik, utolsó kötetben találkozunk vele ismét, Bill és Fleur esküvőjére tér haza. Ennek örömére Mrs Weasley brutálisan rövidre vágja a haját. Amikor Ron és Harry matatást hallanak az éjszaka közepén, Ron meg van róla győződve, hogy Charlie lelopózott a földszintre, és megpróbálja visszanöveszteni a haját.

### Percy Weasley
Percival Ignatius Weasley a Weasley család kakukktojása: humortalanságával és tekintélyimádatával kilóg a családból. Az ikrek állandóan ugratják is emiatt.
Percy (ejtsd: pörszi) a Harry Potter és a bölcsek kövében lett prefektus; a következő kötetben az is kiderül, hogy van barátnője is, a hollóhátas Penelope Clearwater; a harmadik kötetben pedig iskolaelső lesz.
A harmadik részben kiváló eredménnyel végez a Roxfortban és a Mágiaügyi Minisztérium munkatársa lesz. Osztályvezetőjének, Barty Kupornak feltétlen híve, később helyettese. Lelkiismeretesen foglalkozik a legapróbb kérdéssel is (mint például az üstök fenékvastagságának a szabványosításával), de kevés babért arat vele: családtagjai és munkatársai is túlbuzgó strébernek tartják.
Az 5. részben elköltözik otthonról, mert összetűzésbe keveredik családjával, akik hisznek Dumbledore-nak, Percy viszont a minisztérium hivatalos álláspontját hangoztatja.
A 7. részben belátja tévedését és bocsánatot kér.
Rowling később elmondja, hogy Percy feleségül veszi Audreyt (vezetéknevét nem tudjuk) akitől két lánya születik: Molly és Lucy.

### Fred és George Weasley
George Fabian Weasley (1978. április 1.) Fred Gideon Weasley (1978. április 1. – 1998. május 2.) a Harry Potter c. regény- és filmsorozat szereplői; Molly és Arthur Weasley 4. és 5. fia (a pontos születési sorrend ismeretlen). 2 évvel fiatalabbak, mint Percy, és két évvel idősebbek, mint Ron. Az ikrek az utolsó szeplőig egyformák és belső tulajdonságaik sem igazán térnek el egymástól. A párost szinte mindenki ismeri a Roxfortban, különösen onnan, hogy mindig valami csínyen törik a fejüket. Leginkább Percyt szeretik idegesíteni, de Fred szintén élvezetét leli a kis „Roncimonci” piszkálásában. Erre számos említést találunk a könyvben – vegyük a példát, amikor az ikrek 5 évesek voltak, Ron eltörte Fred játékseprűjét (persze véletlenül), mire a bátyja pókká változtatta a plüssmaciját.
Ellentétben sok varázslótól, hasznosnak találják a különböző mugli trükköket. Igazuk is van, jól jöhetnek azalatt, amíg kiskorúak (mert mint tudjuk, ők a Roxforton kívül nem varázsolhatnak). Példának okáért ott van Harry ládájának kiszabadítása egy hajtűvel, a második kötetben.
Karaktereiket egy igazi angol ikerpár, James és Oliver Phelps alakítják a könyv filmváltozataiban.
Az ikrek már elsőéves korukban felfedezték a Roxfort legtöbb titkos átjáróját. Ezt nagy részben a Tekergők Térképének köszönhetik, amit „ártatlan” korszakukban loptak el Frics irodájából.
1991-ben, a harmadik évükben találkoztak Harry Potterrel a King's Cross pályaudvaron. A Weasley családból ők tudták meg először, hogy a sovány fiú, aki nem tudta, miképp kell bemenni a 9 és 3/4-ik vágányra, az Harry Potter, ugyanis ők segítették feltenni a ládáját a vonatra, amikor észrevették a sebhelyét. Hamarosan ház- és csapattársak lettek a Griffendél kviddicscsapatában. Fred és George a házuk kviddics csapatának terelői.
Mikor 1992 nyarán Harry nem válaszolt Ron leveleire, az ikrek felvetették, hogy meg kéne őt szöktetni. Persze Mrs. Weasley nem egyezett bele, ezért a három testvér ellopta apjuk repülő kocsiját, és Harry kiszabadítására indultak. Minden remekül ment, csakhogy az Odúban lebuktak. Molly Weasley könnyen megbékélt, miután észrevette Harryt fiai mellett.
1993 nyarának nagy részét Egyiptomban töltötték, ahol Bill bátyjukat látogatták meg, aki a Gringotts átoktörőjeként dolgozott ott (valamint Percyt megpróbálták bezárni egy piramisba, amit Mrs. Weasley nem nézett túl jó szemmel). Ebben az évben adták Harrynek a Tekergők Térképét, mivel ők már kívülről tudták a titkos átjárók megközelítését és útvonalait. Ekkor tették le RBF vizsgáikat, nem túl sok sikerrel – hármat-hármat tettek le. Anyjuk szerint meghajthatták volna még magukat.
1994-ben Mrs. Weasley szintén nem volt boldog az ötlettől, mikor megtudta, hogy az ikrek a Mágiaügyi Minisztérium helyett megnyitnák saját boltjukat, a Weasley Varázsvicc Vállalatot. Fred és George testvérei (Percy-n kívül) viszont teljesen odavoltak attól, hogy miket is találtak fel az ikrek. Csak a zajokat hallották a szobájukból, arra nem is gondoltak, hogy valami komolyat is tennének. Az anyjuk azonban nem engedett. Fredék sem adták fel, tesztelték is a Nyelvnyújtó Nyalánkságot Dudley-n, Harry unokatestvérén – nagy patália lett belőle.
A Kviddics Világkupán találkoztak Ludo Bumfolttal. Fogadást kötöttek vele, pontosan 37 galleont, 15 sarlót és 3 knútot tettek fel arra, hogy Írország győz, de a bolgár fogó, Viktor Krum kapja el a cikeszt. Emellett bedobtak egy csalipálcát is. De Bumfolt leprikón arannyal fizetett nekik, amik eltűnnek. Az ikrek egész évben levelekkel bombázták Ludót, eredménytelenül. Mikor Voldemort visszatért, fel is adták, hiszen Harry nekik adta a Trimágus Tusa nyereményét, 1000 galleont.
Megpróbáltak benevezni a Trimágus Tusára is, a korukat pár Kor-korrigáló cseppel akarták módosítani, de Dumbledore eszén nem lehetett túljárni – a fiúknak szakálluk nőtt, mikor megpróbálták bedobni nevüket a Tűz serlegébe.
A Karácsonyi bálra Fred Angelina Johnsonnal ment el, George partnere ismeretlen. Voldemort visszatérésekor megkapják Harry nyereményét, azzal a feltétellel, ha vesznek Ronnak egy dísztalárt. A kérést teljesítették.
Mikor végre nagykorúak lettek, villámgyorsan letették a hoppanálási vizsgát, és bárhol, bármikor, bármit, ha lehetett, varázslattal oldottak meg. Ami néha balul ütött ki, de alapjában véve szerencsésen túlélték a nyarat a Grimmauld téri házban (természetesen közben cikizték egy kicsit Ront a prefektusi jelvénye miatt).
Az iskolában árusítani kezdték a találmányaikat: a telefület, a nyelvnyújtó nyalánkságot, és a híres-hírhedt Maximuláns termékeket is, amik változatlanul roppant népszerűek voltak a diákok körében.
A téli szünet felé apjukat megtámadta Voldemort kígyója, Nagini és hogy minél közelebb lehessenek hozzá, a Grimmauld téri házban laktak a szünetben, majd visszatértek Roxfortba.
Emlékezetesen hagyták el az iskolát. Dolores Umbridge tanárnő szíves közreműködésének hála, az ikrek nem bírták ki a teljes hetedik tanévet, és csapot-papot (vagyis mocsarat, orrontó furkászt és Maximuláns termékeket) maguk mögött hagyva elszöktek.
A Weasley Varázsvicc Vállalat boltja az Abszol út 93. alatt található.
Bár nem fejezték be az iskolát, nem tették le a RAVASZ vizsgákat, nem voltak se prefektusok, se iskolaelsők, az ikrek álma teljesült – saját varázsvicc boltjuk van, és azt csinálják, amit mindig is csináltak: megnevetettnek mindenkit.
Roppant jó üzleti érzékük van. A Mágiaügyi Minisztériumból sorra jönnek a megrendelések, és a Roxfort diákjai se felejtik el őket.
A hetedik kötetben George jobb fülét Piton egy Sectumsempra varázslattal levágja, Fred pedig a Roxfortban hal meg a csatában, mert ráomlik egy fal.
Ezek után George Ron segítségével viszi tovább a Weasley Varázsvicc Vállalatot. Feleségül veszi egykori évfolyamtársát, Angelina Johnsont, és 2002-ben születik egy gyerekük, akit George ikertestvére emlékére Fred Weasleynek neveznek. 2003-ban születik még egy gyerekük, Roxanne Weasley.

### Ron Weasley
Családja tekintélyes aranyvérű család, bár sokan – főleg a Malfoyok és a Blackek – vérárulónak tartják őket. Ennek oka, hogy Ron édesapja, Arthur Weasley szívesen foglalkozik a mugli világgal, valamint hogy a család tagjai (pl. Ron is) félvérűekkel és „sárvérűekkel” barátkoznak.
Édesanyja Molly Weasley – leánykori neve Molly Prewett –, akinek családját Voldemort kiirtotta.
Édesapja Arthur Weasley, akinek gyengéje a mugli világ: szívesen szerel szét és rak újra össze mugli tárgyakat a családi ház sufnijában, gyakran úgy, hogy valamilyen varázslattal különlegessé teszi azokat (például repülő Ford). A mugli tárgyakkal való visszaélési főosztályt vezeti, ahol rajta kívül csak Perkins dolgozik.
Heten vannak testvérek a családban, vagyis Ronnak hat testvére van: Bill, Charlie, Percy, Fred és George (ikrek), valamint Ginny. Ginny nemzedékek óta az első lánygyermek a Weasley családban.
Nagyszülei:
Cedrella Black (1917–1986)
Septimus Weasley (1917–1992)
Mivel a családban sok gyerek van, elég szegények, mindent használtan kapnak.
Ron a Weasley család hatodik gyermekeként látta meg a napvilágot. Kiskorában sokat rendetlenkedtek vele ikerbátyjai, egy ilyen esetből származik pókiszonya is: Fred pókká változtatta a plüssmackóját.

### Ginny Weasley
Molly és Arthur Weasley legfiatalabb gyermeke.
Egy évvel fiatalabb a főszereplőknél. Kiskorától kezdve rajong Harryért. 
Tehetséges kviddicsjátékos. A könyvekben hires denevér rontása miatt bekerül a Lump klub-ba.
A legnagyobb szerepet a 2. kötetben kapja, amikor megtalálja és használja Tom Denem naplóját.

### Egyéb családtagok
- Rose Granger-Weasley – Ron Weasley és Hermione Granger első gyermeke és lánya. Egyidős Harry Potter és Ginny Weasley legkisebb fiával, Albus Perselus Potterrel. Rose a Griffendélbe, Albus a Mardekárba kerül.
- Hugo Granger-Weasley – Ron Weasley és Hermione Granger kisebbik gyermeke és fia.
- Victoire Weasley – Bill Weasley és Fleur Delacour legidősebb lánya, egynegyed részt véla. Victoire május 2-án született, két évvel a Roxforti csata után, és a győzelem emlékére nevezték őt el (Victory). Jó barátnője Ted Remus Lupinnak.
- Dominique Weasley – Bill Weasley és Fleur Delacour fiatalabbik lánya, egynegyed részt véla.
- Louis Weasley – Bill Weasey és Fleur Delacour legkisebb gyermeke és egyetlen fia.
- Molly Weasley – Percy és Audrey Weasley idősebbik lánya.
- Lucy Weasley – Percy és Audrey Weasley fiatalabbik lánya.
- Fred Weasley II. – George Weasley és Angelina Johnson fia, akit George ikertestvére, a Roxforti csatában elhunyt Fred Weasley emlékére neveztek el.
- Roxanne Weasley – George Weasley és Angelina Johnson lánya.